# Армашова, Анна Фёдоровна
Армашова Анна Фёдоровна (3 февраля 1910, Марьяновка, Херсонская губерния — 9 августа 1981, Кривой Рог, Днепропетровская область) — советская строитель, бригадир комсомольско-молодёжной бригады бетонщиков, Герой Социалистического Труда (1960).

## Биография
Родилась 3 февраля 1910 года в селе Марьяновка (ныне — Бобринецкий район, Кировоградская область, Украина) в сельской семье. Образование неоконченное среднее.
Трудовую биографию начала в родном селе, работала в сельском хозяйстве. Воспитанница украинского профтехобразования, прошла подготовку кратковременных курсов бетонщиков. В 1931 году по комсомольской путёвке поехала на строительство Криворожского металлургического комбината. С 1932 года в Кривом Роге. Работала грузчицей, мотористкой, бетонщицей, бригадиром в тресте «Криворожстрой». Активистка-комсомолка и стахановка 1930-х годов. В 1947—1965 годах — бригадир комсомольско-молодёжной бригады бетонщиков. Принимала активное участие в восстановлении завода «Криворожсталь». Бригада Анны Фёдоровны установила рекорд подачи бетона одним транспортом — 100 м³ за смену. Среди главных объектов бригады — прокатный стан 250, конвертерный цех, аглофабрика. На Криворожстали проработала более 34 лет.
Анна Фёдоровна избиралась депутатом Криворожского городского совета, народным заседателем в селе. Участница Всемирного конгресса женщин. В 1965 году вышла на пенсию. В 1968 году в честь 50-летия ВЛКСМ подписала обращение к молодёжи Украины.
Умерла 9 августа 1981 года в Кривом Роге.

## Награды
- 1960 — Герой Социалистического Труда — указом Президиума Верховного Совета СССР от 7 марта 1960 года в ознаменование 50-летия Международного женского дня, за выдающиеся достижения в труде и особо плодотворную общественную деятельность, с вручением ордена Ленина и золотой медали «Серп и Молот»;
- 1965 — персональный пенсионер союзного значения;
- медали.

## Память
- Памятная доска на доме № 12 по улице Циолковского в Кривом Роге[3].
- В Криворожском историко-краеведческом музее находится гипсовый портрет Анны Армашовой работы 1963 года скульптора Александра Васякина[4].
- Имя на Стеле Героев в Кривом Роге.